# 三沢市立木崎野小学校
三沢市立木崎野小学校（みさわしりつ きざきのしょうがっこう）は、青森県三沢市東町4丁目にある公立小学校。

## 概要
本校は、三沢市中心部への人口集中などにより、上久保・岡三沢の両小学校のマンモス化の抜本的解消を目的に1980年4月に開校した。なお、三沢市内の小学校で、単独での新規開校は、最後である（2006年に開校したおおぞら小学校は三沢市北部地区の小学校を統合して開校）。

## 沿革
- 1980年（昭和55年）
  - 4月3日 - 開校[2][3]。
  - 4月5日 - 13時30分から、三沢市総合体育館にて、開校式と第1回入学式挙行[1]。
- 2019年（令和元年）11月9日 - 創立40周年記念式典挙行。

## 通学区域
出典
- 松園町1丁目
- 南町1丁目
- 南町2丁目
- 南町3丁目
- 南町4丁目
- 松原町1丁目
- 松原町2丁目
- 美野原1丁目
- 美野原2丁目
- 美野原3丁目
- 桜町2丁目
- 桜町3丁目
- 東町1丁目
- 東町2丁目
- 東町3丁目
- 東町4丁目
- 深谷1丁目
- 深谷2丁目
- 深谷3丁目
- 深谷4丁目
- 大字三沢字下久保（一部）
- 大字三沢字堀口（一部）
- 大字三沢字南山（一部）
- 泉町1丁目
- 泉町2丁目
- 日の出1丁目
- 日の出2丁目
- 日の出3丁目
- 日の出4丁目

## アクセス
- 三沢市コミュニティバス「みーばす」「木野崎小前」バス停下車後、約380m・約6分（バス停から学校敷地までは約180mと近いが、道路の関係で倍以上の距離となる）。

## 周辺
- 三沢市東町集会所 - 三沢市道をはさんで、隣接。
- 三沢市立木野崎公園 - 三沢市道をはさんで、敷地が隣接。
- 三沢市立せせらぎ親水公園
- 中央院（寺院）

## 進学先中学校
- 三沢市立第一中学校 - 南町・松園町・東町（1丁目・2丁目）・桜町から通う児童の主な進学先
- 三沢市立堀口中学校